# Херман Асерос
Херман Асерос (ісп. Germán Aceros, 30 вересня 1938, Букараманга — 29 жовтня 2018, Флоридабланка) — колумбійський футболіст, що грав на позиції півзахисника, зокрема за клуби «Депортіво Калі» та «Індепендьєнте Медельїн», а також національну збірну Колумбії. По завершенні ігрової кар'єри — тренер.

## Клубна кар'єра
У дорослому футболі дебютував 1956 року виступами за команду «Атлетіко Букараманга», в якій провів п'ять сезонів, взявши участь у 125 матчах чемпіонату.  Більшість часу, проведеного у складі «Атлетіко Букараманга», був основним гравцем команди.
Протягом 1962—1963 років захищав кольори клубу «Депортіво Калі».
Своєю грою за останню команду привернув увагу представників тренерського штабу клубу «Індепендьєнте Медельїн», до складу якого приєднався 1964 року. Відіграв за команду з Медельїна наступні два сезони своєї ігрової кар'єри. Граючи у її складі також здебільшого виходив на поле в основному складі команди.
Згодом з 1967 по 1970 рік грав за «Мільйонаріос», «Атлетіко Букараманга» та «Депортіво Перейра».
Завершив ігрову кар'єру у команді «Реал Картахена», за яку виступав протягом 1971 року.

## Виступи за збірну
1961 року дебютував в офіційних матчах у складі національної збірної Колумбії.
У складі збірної був учасником першого в її історії чемпіонату світу 1962 року в Чилі, де взяв участь в усіх трьох іграх групового етапу, який колумбійцям подолати не вдалося. У другому матчі в групі Колумбія вже на 12-ій хвилині програвала збірній СРСР з рахунком 0:3. На 21-ій хвилині гри Асеросу вдалося забити гол у відповідь, скоритивши відставання до двох голів. Врешті-решт південноамериканській команді вдалося звести гру до нічиєї (4:4), здобувши своє перше очко в рамках фінальних частин чемпіонатів світу. При цьому гол Аріаса став першим голом, забитим збірною Колумбії на мундіалях з гри, адже єдиний гол команди у першій грі групового етапу був забитий з пенальті.
Наступного року був учасником чемпіонату Південної Америки 1963 у Болівії, на якому колумбійці посіли останнє, сьоме, місце.
Загалом протягом кар'єри у національній команді, яка тривала 3 роки, провів у її формі 8 матчів, забивши 3 голи.

## Кар'єра тренера
Розпочав тренерську кар'єру, очоливши тренерський штаб клубу «Атлетіко Букараманга». Згодом працював з командами «Депортес Толіма» та «Кукута Депортіво».
Помер 29 жовтня 2018 року на 81-му році життя.